# Barbara Aiello
Barbara Aiello (Pittsburgh, 6 novembre 1947) è una rabbina statunitense naturalizzata italiana, prima donna in Italia a ricoprire tale ruolo.
È anche la prima persona a ricoprire tale ruolo quale non-ortodosso.

## Biografia
Nata da una famiglia ebrea italiana, fu ordinata Rabbi al Rabbinical Seminary International di New York, all'età di 51 anni. Ha diretto il primo Seder di Pesach in Sicilia a partire dal 1492, quando gli ebrei ne furono espulsi.
Fondò anche il centro ebraico italiano di Calabria e la sinagoga ner Tamid del Sud.